# Хамней (река)
Хамне́й — река в Закаменском районе Бурятии, левый приток Джиды.

## География
Образуется слиянием рек Зун-Хамней и Дундэ-Хамниган на южных склонах водораздела хребта Хамар-Дабан. Течёт в южном направлении. Впадает в реку Джиду в 328 км от её устья.
Длина — 106 км (от истока Зун-Хамнея — 118 км), по данным государственного водного реестра РФ длина реки — 118 км, площадь водосборного бассейна — 3360 км².
Основные притоки — Сангина, Мыла и Дархинтуй. В устье реки расположен улус Бургуй.
Ширина реки в нижнем течении — 35—70 м, глубина — 0,7—1,2 м, скорость течения — 1,2—1,3 м/с. По данным наблюдений с 1971 по 1997 год среднегодовой расход воды в 1,2 км от устья составляет 17,6 м³/с, максимальный расход приходится на июль, минимальный — на февраль.

## Данные водного реестра

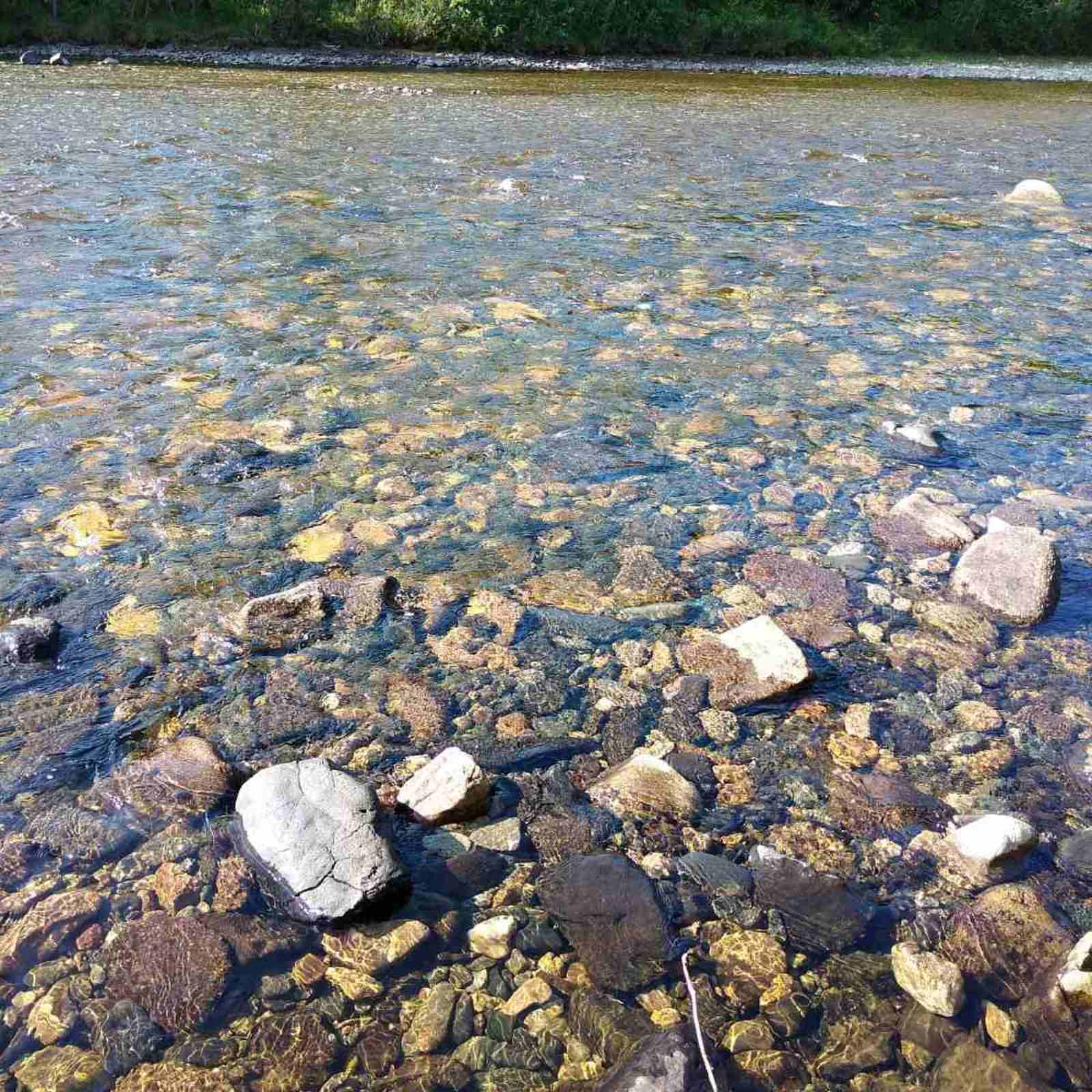
Река Хамней вблизи

По данным государственного водного реестра России и геоинформационной системы водохозяйственного районирования территории РФ, подготовленной Федеральным агентством водных ресурсов:
- Бассейновый округ — Ангаро-Байкальский
- Речной бассейн — Селенга (российская часть бассейнов)
- Речной подбассейн — отсутствует
- Водохозяйственный участок — Джида